# Hippidion
Hippidion (que significa 'caballito') es un género extinto de caballo endémico de América del Sur. Habitó durante el Pleistoceno, con el registro más antiguo hace 2,5 millones de años, hasta su extinción en el Holoceno temprano, hace 8500 años.
Todas las distintas especies del género Hippidion, tenían el tamaño aproximado de un burro actual.

## Evolución

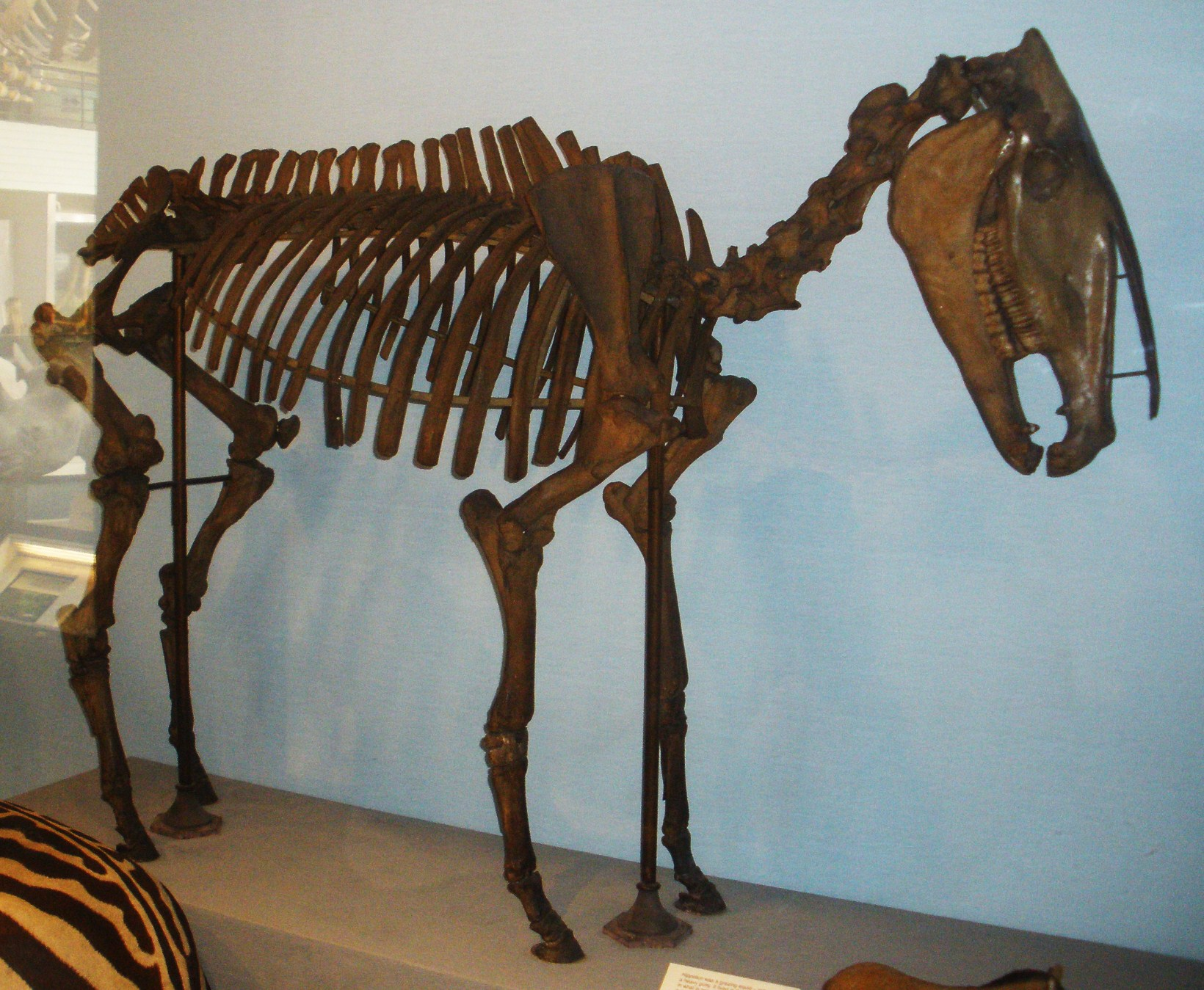
Esqueleto montado en el Museo de Historia natural de Londres

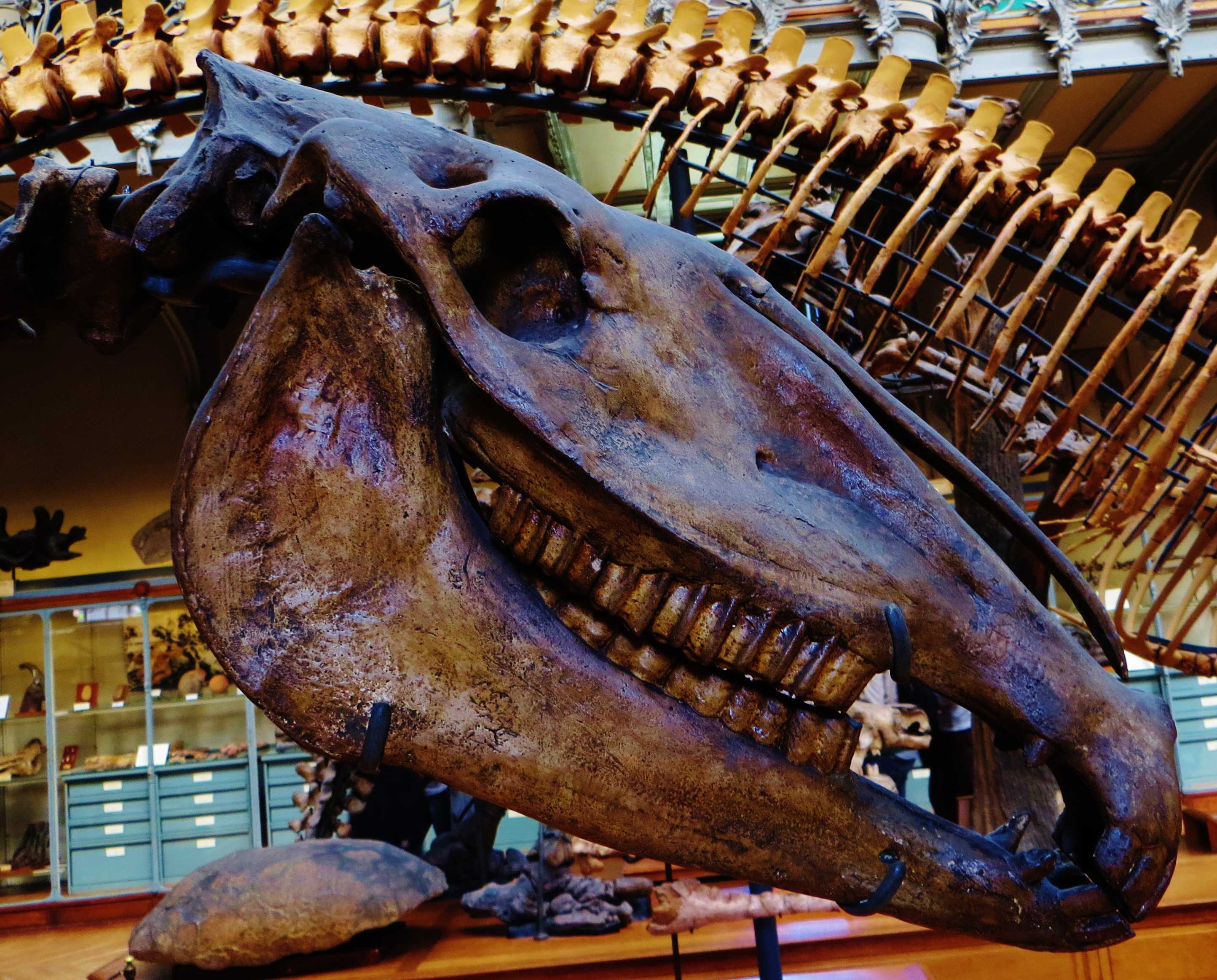
Cráneo de Hippidion principale

Hippidion es considerado un descendiente de Pliohippus. Équidos como estos emigraron a Sudamérica hace 2,5 millones de años aproximadamente. Siendo uno de los primeros ungulados de gran tamaño en migrar hacia América del Sur en el Gran intercambio americano. Evidencias morfológicas, como la delicada estructura de los huesos nasales y diferencias anatómicas de las extremidades, sugiere que Hippidion evolucionó aislado de otras especies de caballos de América del Norte, y que pertenece a un tipo de caballos distinto a los actuales. No obstante, un análisis preliminar de ADN mitocondrial sugirió que Hippidion estaba mucho más emparentado con el caballo actual de lo que tradicionalmente se consideraba, y que debiese ser reclasificado al género Equus. Sin embargo, un extensivo estudio del genoma mitondrial realizado en 2015, apoya la condición de Hippidion como género válido y perteneciente a un linaje evolutivo de équidos distinto al de Equus; ya que ambos grupos divergieron hace más de 6 millones de años y presentan diferencias genéticas y morfológicas suficientemente marcadas.
Los restos óseos recolectados en la región patagónica, en localidades como Cueva del Milodón (Chile) y en la provincia de Santa Cruz (Argentina), demuestra que Hippidion saldiasi sobrevivió en dicho territorio hace alrededor de 13 000 a 8.500 años, siendo este uno de sus últimos refugios. No hay evidencia de la supervivencia de Hippidion o algún otro caballo americano posterior a la fecha de 8500 años antes del presente. Los caballos no volvieron a aparecer en América hasta el siglo XVI, como resultado de la introducción por el hombre.

## Descripción y Paleoambiente

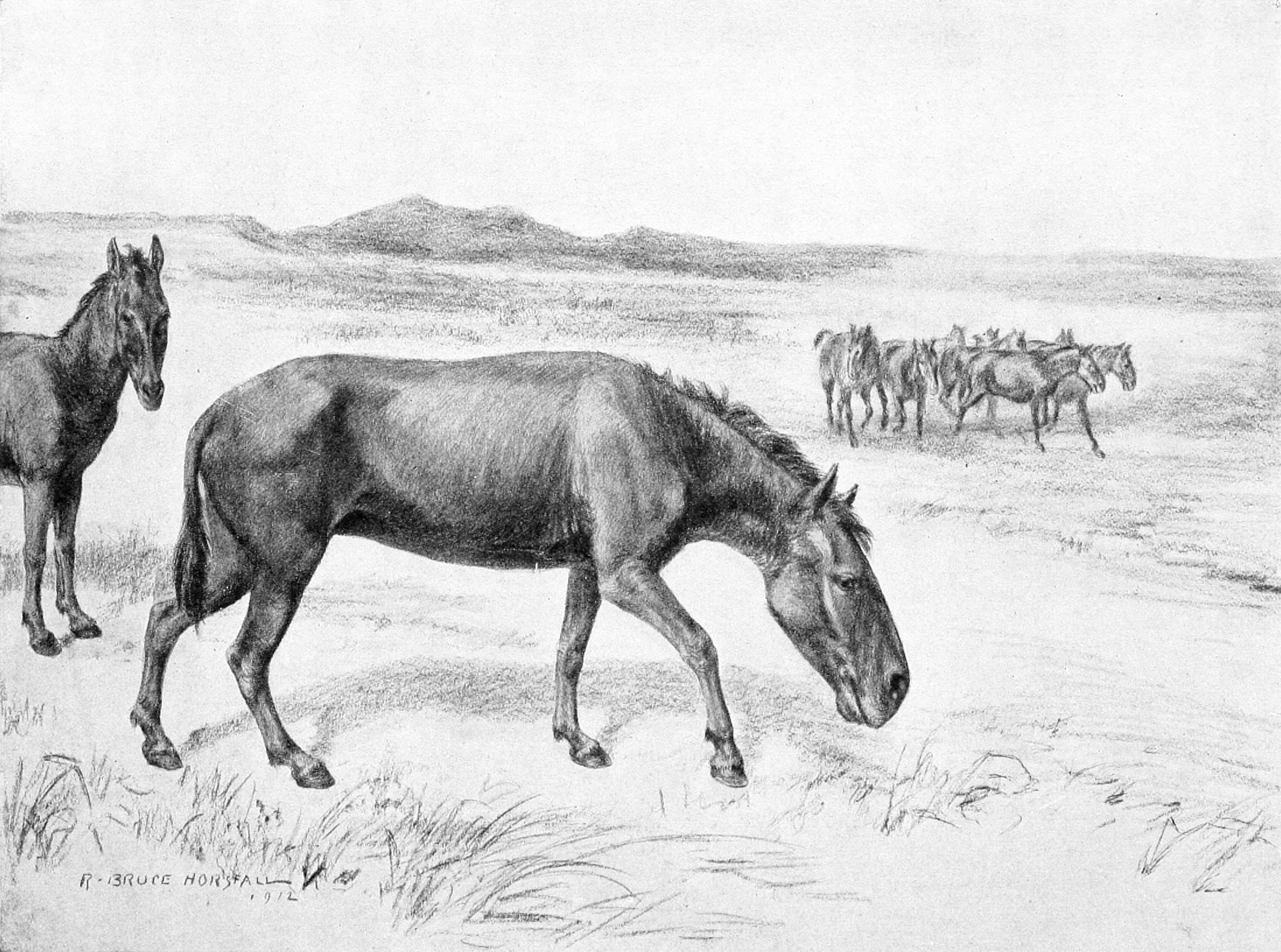
Ilustración de Hippidion principale, de 1913

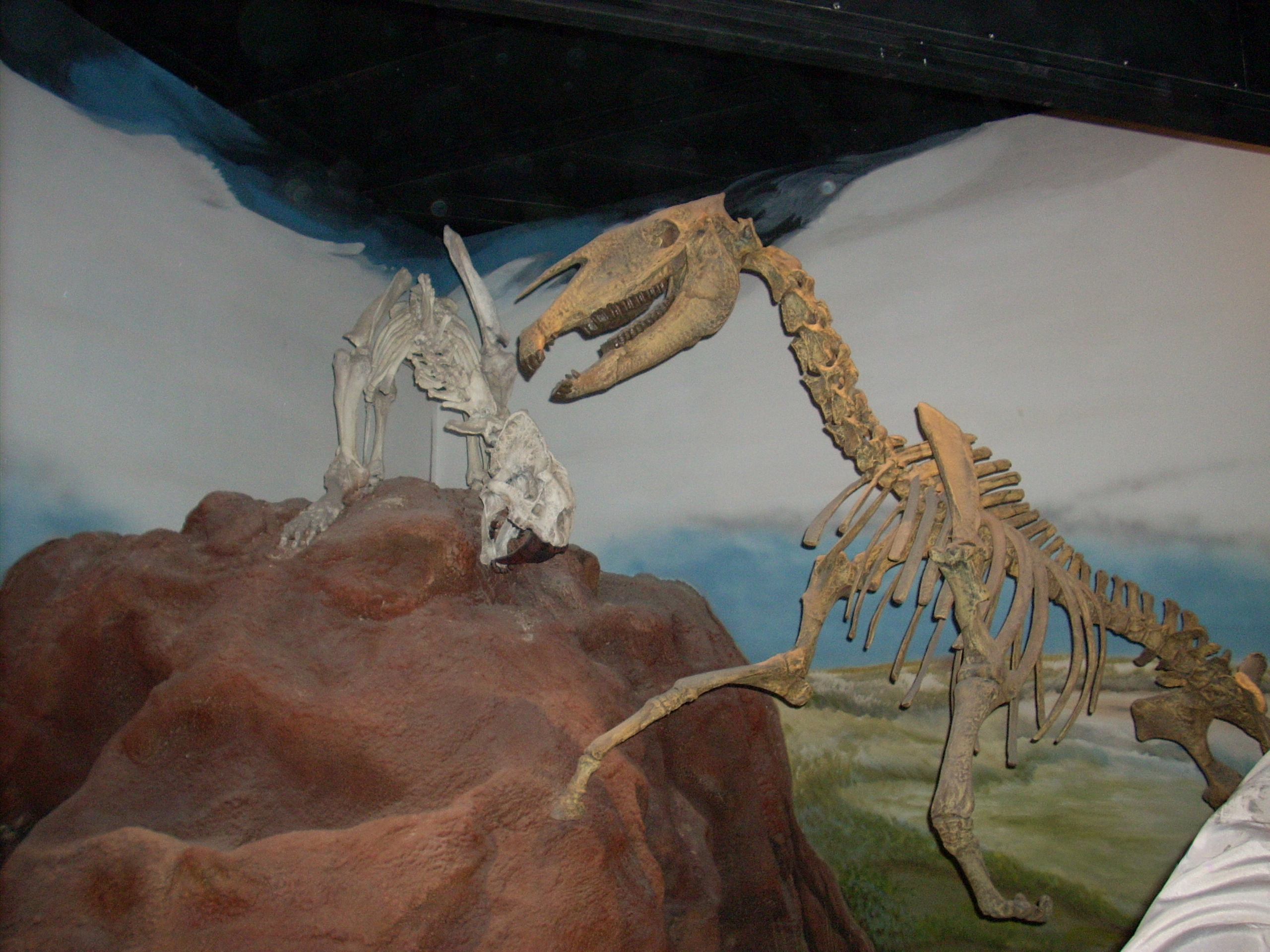
Monte esquelético de caballo americano amenazado por un esmilodonte, en la MEF.

Hippidion saldiasi medía 130-140 cm de altura hasta los hombros, su longitud era de 2 m y pesaba en torno a los 250 kg. Su aspecto general era similar a un burro. Era más robusto y pequeño que los caballos domésticos, con patas comparativamente más cortas y macizas. Presentaba un prominente hocico muy característico, debido a un muy desarrollado hueso nasal. 
Caracteres craneales y anatómicos sugieren que este género no prefería tanto las llanuras abiertas como su pariente Equus (Amerhippus), al parecer Hippidion estaba mejor adaptado a ambientes cerrados, como bosques y estepas arboladas, donde se alimentaba de vegetales tiernos, favorecidos por un clima más frío y húmedo. Pero eran consumidores oportunistas y también podían encontrarse en hábitats más abiertos. Probablemente fue depredado por grandes carnívoros placentarios como félidos dientes de sable (Smilodon populator) y cánidos sudamericanos (como Protocyon y Theriodictis platensis). 

## Hallazgos
Numerosos restos de estos équidos antiguos se han encontrado en diversas localizaciones como en la provincia de Santa Cruz (Argentina) y en la Cueva del Milodón (Chile). La importancia de algunos de estos descubrimientos es debido a la variedad de huesos asociados a marcas y elementos de caza de sociedades paleo-americanas.